# ラエー環礁
座標: 北緯08度56分10秒 東経166度14分15秒 / 北緯8.93611度 東経166.23750度
ラエー環礁は、20の小島から成る太平洋上の環礁で、マーシャル諸島のラリック列島に属している。小島を合わせた陸地の面積は1.45km2であるが、環礁の総面積は17.7km2にもなる。
1884年（明治17年）、日本人漂流民がこの環礁に漂着して現地住民に殺害されるという事件が起こったと報告され、外務省から派遣された後藤猛太郎と鈴木経勲が現地調査を行ったとされる。ただし、この探検に関する鈴木経勲の著作には多くの矛盾や不自然な点が指摘されており、実際に現地に赴いたのかどうか疑われている。
なお環礁の人口は、1999年度で319人である。